# Poa akmanii
Poa akmanii är en gräsart som beskrevs av Soreng, P.Hein och Hildemar Wolfgang Scholz. Poa akmanii ingår i släktet gröen, och familjen gräs. Inga underarter finns listade i Catalogue of Life.